# برينيي-كوردون
برينيي-كوردون (بالفرنسية: Brégnier-Cordon)‏ هي بلدية فرنسية تقع في إقليم الآن في فرنسا. رمز إنسي لها هو:1058. أما الرمز البريدي لها فهو: 1300.